# 葡萄桑
葡萄桑（学名：Nephelium ramboutan-ake）又名山荔枝、黑毛丹，无患子科韶子属的一种，是一种与红毛丹（Nephelium lappaceum）有亲缘关系的热带水果，有时会把两者混淆。
本水果通常可新鲜食用，它比红毛丹和荔枝更甜，但在东南亚以外非常罕见。

## 形态
本种的马来语名称，其词根意为“扭曲”，由于用双手扭转其果皮即可剥开，因而得名。
葡萄桑树是一种观赏植物。它的高度可达10-15米，树干矮，直径30-40厘米。幼枝棕色、有毛。互生叶，羽状或奇数羽状，长17-45厘米，对生或近对生小叶2 - 5对，长圆形或椭圆形披针形，长6.25-17.5厘米，宽可达5厘米;微波状，深绿色，表面几乎没有光泽;脸色苍白，略带蓝色，叶背有些许短而光滑的毛。花非常小的，带绿色，无花瓣，具4-5毛萼片单生或成簇生在直立的、腋生或顶生的分枝上，圆锥花序具纤细的黄或棕色毛。
本树是超热带地区植物，仅在海拔360至1150英尺（110-350米）的潮湿地区才会生长。在马来亚，据说这种树在长时间的干旱季节后最容易结出果实。
果实呈卵球形，长5-7.5厘米，暗红色，果皮厚，革质，紧密嵌有厚、肉质、圆锥状的钝尖结节或直刺，最长可达1厘米。可能会有一个或两个小而未发育的果实依附在靠近枝茎的地方。果实内部是亮白色或黄白色、厚约1厘米的果肉（假种皮），或多或少依附于薄、灰褐色的种皮（皮），种皮与种子分离。味道一般比红毛丹甜得多。种子（果核）卵球形，长圆形或椭圆体，浅棕色，一侧稍扁，长2 - 3.5厘米。
虽然很像红毛丹，但这种水果没有毛茸茸的刺。果肉非常甜多汁，很容易从果核分离，比红毛丹容易得多。此外，与红毛丹的种子不同，葡萄桑的种子很容易生吃。它的味道有点像杏仁。
- 花序与叶子
- 果实
- 三个葡萄桑果实，其中一个已经打开露出其味甜的果肉。

## 原生和分布
本种原生于喜马拉雅东段以南至马来群岛一带，在马来西亚霹雳州低地森林的野生分布密度并不高，但在菲律宾吕宋岛到棉兰老岛低海拔地区的引入种群却很常见。本种早已在马来半岛和泰国被人工引种；但在菲律宾则很少栽种。在爪哇岛，则只有茂物及通往雅加达的铁路沿线乡村有较广泛的种植。
1926年，本种被引入到波多黎各的Trujillo植物繁殖站，1927年，来自爪哇的幼树被送到洪都拉斯特拉的Lancetilla实验花园。后者在1945年被认为在特拉适应良好，并结出一些果实。在新大陆的其他地方，除了哥斯达黎加，很少有人知道这种水果。在哥斯达黎加，这种水果偶尔被栽种，有时会出现在市场上。

## 生态
与它的近亲一样，葡萄桑也可以通过种子和嫁接的方法繁殖。嫁接在园艺师中是一种常见的做法，通常是通过使用健康的砧木来预防疾病的一种积极的方法。虽然可以用种子栽培出果树，但大多数生产者不会使用这种繁殖方法，因为本种有雄树、雌雄树之分，这有可能会种出一棵不会结果的雄树。
葡萄桑的花药不能自己打开；这意味着植物不能自己授粉。有些树会有雌雄同体的花，有些树只会有雄蕊花。一般来说，这意味着雌雄同体将在授粉过程中扮演雌性角色，就像雄蕊在授粉过程中扮演雄性角色一样。
葡萄桑果皮的颜色独特，也是一种天然染料；最近，这种染料成为研究电导率的样本，在可再生能源领域中具有发展潜力。相对而言，那些非天然染料，如亚甲基蓝的废水可能会对环境带来潜在危害。在一项研究中，葡萄桑果皮被用作亚甲基蓝的潜在吸附剂。